# Dictabelt
Diktabelt, anfangs und später selten auch Memobelt genannt, ist ein analoges Aufzeichnungsmedium, das vom amerikanischen Unternehmen Diktaphon im Jahr 1947 auf den Markt kam. Das Gerät wurde als Diktiergerät konzipiert. Es ist ein WORM-Medium bestehend aus einem 5-mil (0,13 mm) starken durchsichtigen 3,5" (89 mm) breiten Vinylgurt mit 12" (30,48 mm) Umfang. Das Band wird über ein Metallwalzen-Paar gespannt, die ihn wie eine Gleiskette antreiben. Die analoge Tonspur wird spiralförmig auf den rotierenden Gurt geführt. Anders als der Stift eines Plattengraveurs ist der Stift des Dictabelt stumpf und im Aufzeichnungsmodus drückt er eine Rille in den Kunststoff, anstatt aus ihm eine Rille zu schaben, was Späne produzieren würde.
Dictabelts waren einfacher zu handhaben und boten eine bessere Tonqualität als der wiederverwendbare Wachszylinder, den sie vom Markt verdrängten. Die Gurte konnten zur Aufbewahrung gefaltet werden und passten in einen normalen Briefumschlag. Der Kunststoff verlor jedoch an Flexibilität mit der Alterung. Wenn ein Gurt für längere Zeit in scharf gefaltetem Zustand gelagert wurde, wurde er ohne besondere Behandlung dauerhaft zerknittert und unspielbar.  Dictabelts waren bis 1964 rot und von 1964 bis 1975 blau, danach violett, bis sie etwa 1980 nicht mehr produziert wurden. Jeder hat eine Kapazität von etwa 15 Minuten bei Standardgeschwindigkeit. Mindestens ein Dictaphone-Modell verfügte über eine 30-Minuten-Option mit halber Geschwindigkeit und geringerer Wiedergabequalität.
In den 1960er Jahren hatte der US-Bundesstaat Virginia alle seine Bezirksgerichte verpflichtet, sich mit Dictabelt-Maschinen auszustatten.
Zusammen mit einem Gray Audiograph nahm ein Dictabelt den Polizeifunk der Polizeibehörde von Dallas während der John-F.-Kennedy-Ermordung auf. Diese Aufnahmen wurden vom United States House Select Committee on Assassinations überprüft.